# لا براي (جبال الألب شابلايس)
لا براي (بالإنجليزية: La Braye (Chablais Alps))‏ هو أحد جبال سلسلة جبال الألب شابلايس وجزء من القمة الأم يقع في كانتون فاليز، سويسرا. يبلغ ارتفاع الجبل حوالي 1788 متر، بينما يبلغ ارتفاع نتوء الجبل 155 متر.